# Goska sessilis
Goska sessilis är en insektsart som beskrevs av Irena Dworakowska 1981. Goska sessilis ingår i släktet Goska och familjen dvärgstritar. Inga underarter finns listade i Catalogue of Life.